# Museum of Science and Industry in Manchester

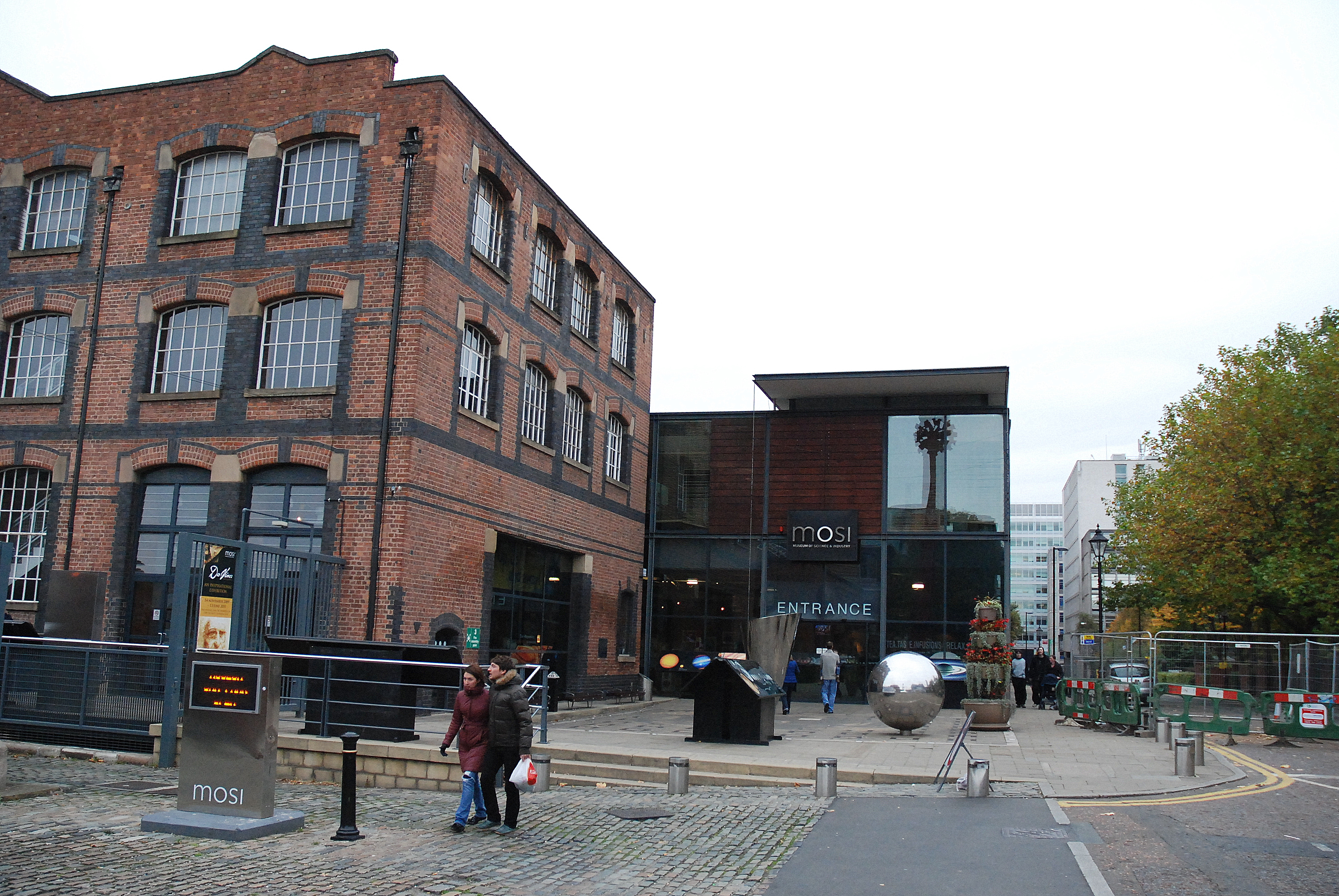
Ingang van MOSI

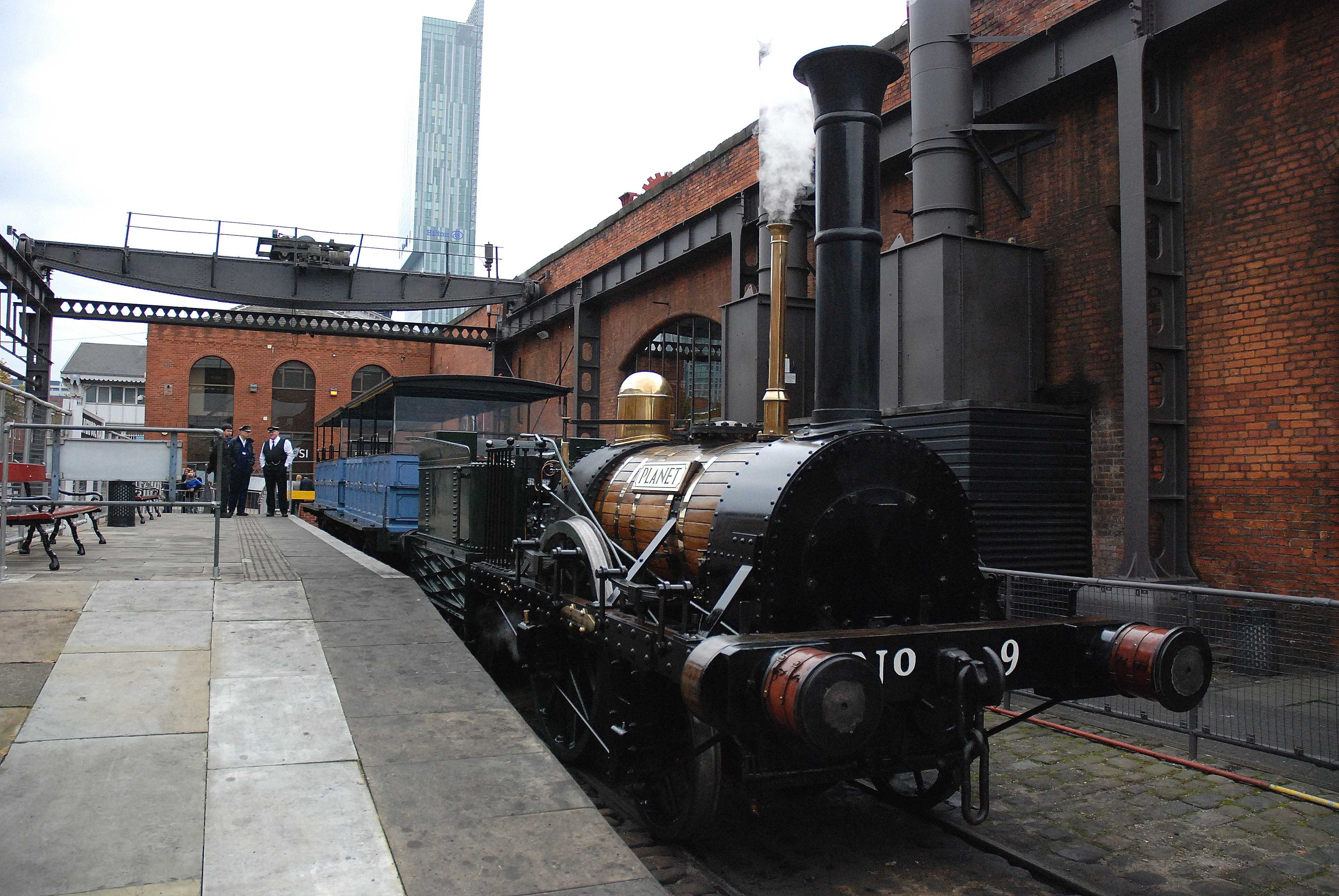
De Planet van Robert Stephenson in het museum

Het Museum of Science and Industry (afgekort: MOSI) in de Engelse stad Manchester is een museum dat de verwezenlijkingen op wetenschappelijk en industrieel gebied van Manchester belicht.
Het is gelegen op de terreinen van het oudste nog bestaande spoorwegstation ter wereld (geopend op 15 september 1830), Liverpool Road in de wijk Castlefield.
Het museum bestaat uit een aantal expositieruimtes:
- Hoofdgebouw met onder meer The Baby (Manchester Small-Scale Experimental Machine), de eerst werkende computer ter wereld die in Manchester werd gebouwd, de textielgalerij met mechanische weefgetouwen die de aandacht trekken op de textielindustrie van de stad, de wetenschappers van Manchester en een aantal interactieve opstellingen
- 1830 Warehouse waarin de geschiedenis van Manchesters goederenopslagplaatsen wordt belicht en een overzicht wordt gegeven van de toepassingen van elektriciteit en haar evolutie
- Station Building, het eerste station met zijn originele lokettenzalen en tentoonstellingen over de riolering van Manchester en het leven en werken in de stad in de 18e en 19e eeuw
- Power Hall een opslagplaats uit 1855 voor de overslag van de treinwagon-paardenkar voor verse producten, met Manchesters bijdrage tot de industriële revolutie (stoommachines, spoorwegmateriaal, gas-, hetelucht-, olie- en dieselmachines) en een werkende replica van de stoomlocomotief Planet van Robert Stephenson, zoon van George Stephenson
- Air and Space Hall, oorspronkelijk een Victoriaans marktgebouw uit 1880 met onder meer vliegtuigen gebouwd door Avro zoals de Avro Shackleton en de Avro 707A, de Roe Triplane I, de English Electric Lightning P1A, de helikopter Bristol Belvedere, de Ford Model T, de Rolls-Royce 10 HP en andere. Tijdens de Tweede Wereldoorlog bouwde men hier versperringsballons

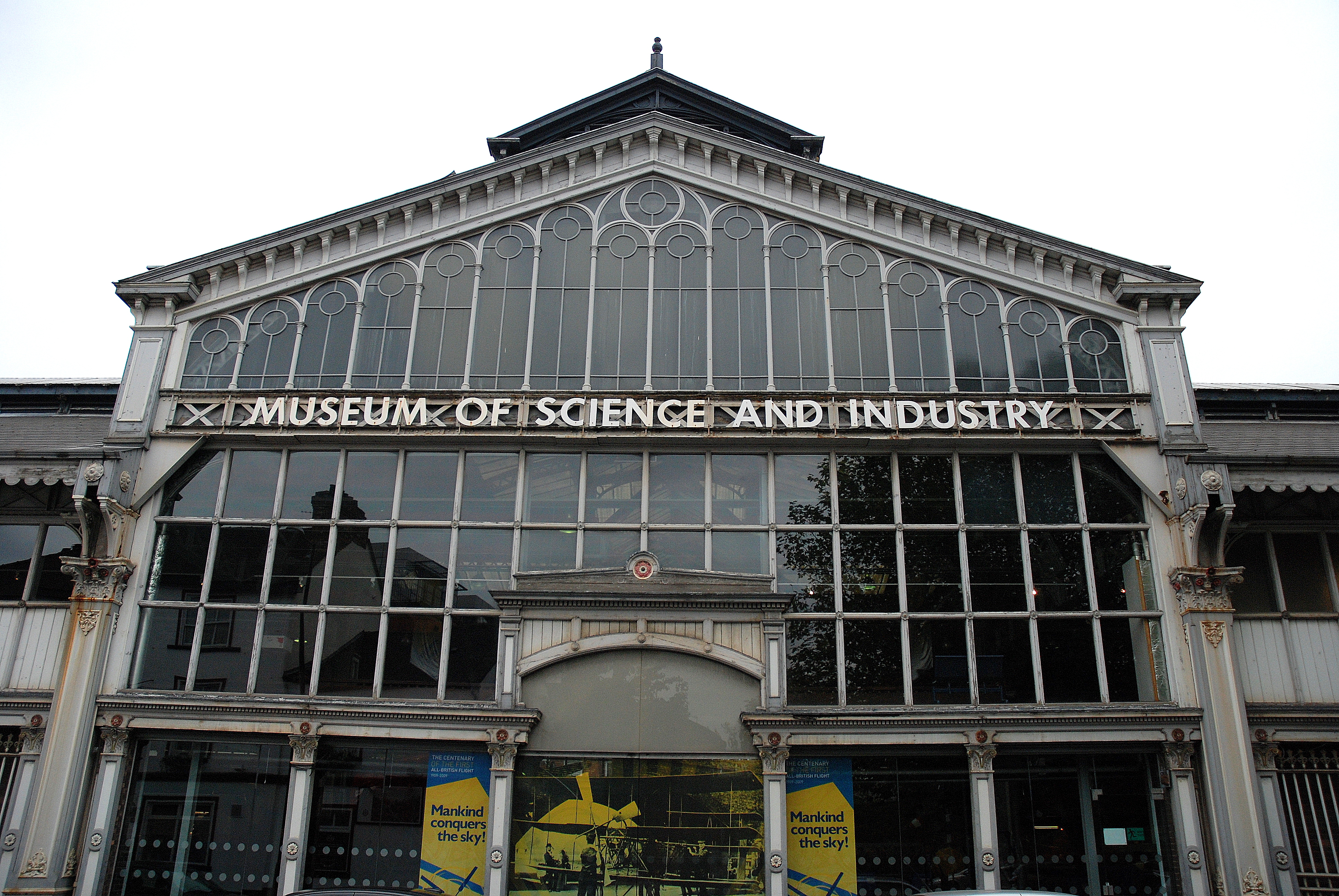
De Air and Space Hall
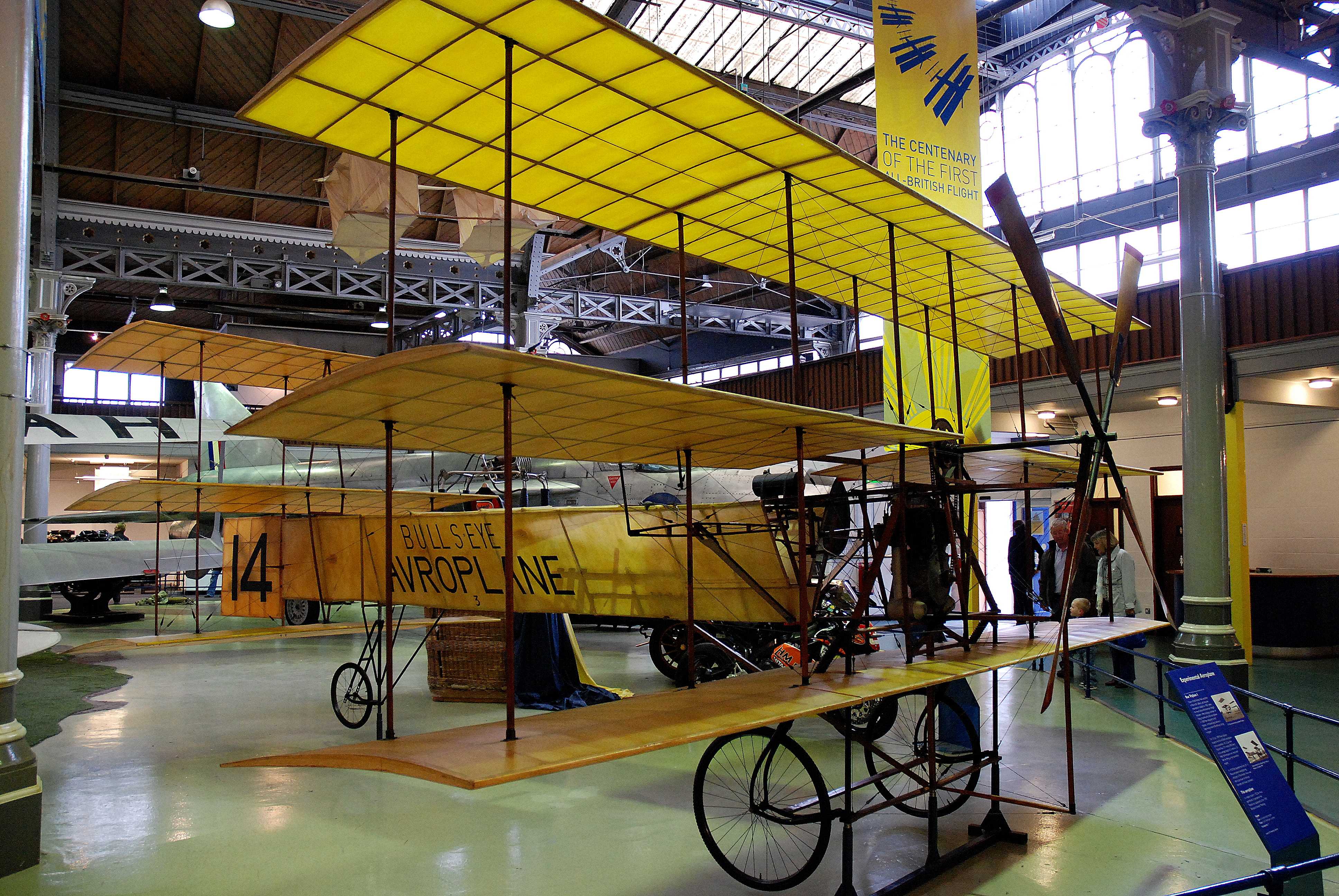
De Roe Triplane I